# Typosyllis nigropharyngea
Typosyllis nigropharyngea är en ringmaskart som först beskrevs av Francis Day 1951.  Typosyllis nigropharyngea ingår i släktet Typosyllis och familjen Syllidae. Inga underarter finns listade i Catalogue of Life.